# Злобино
Зло́бино (рос. Злобино, чув. Злобино) — село у складі Алатирського району Чувашії, Росія. Входить до складу Кувакінське сільського поселення.
Населення — 85 осіб (2010; 143 у 2002).
Національний склад:
- росіяни — 94 %